# Amphibolia
Amphibolia es un género con once especies de plantas de flores perteneciente a la familia Aizoaceae.

## Taxonomía
Amphibolia fue descrito por la botánica sudafricana, Harriet Margaret Louisa Bolus, y publicado en J. S. Afr. Bot., 31(2): 169 (1965) [sine typo] ; L.Bolus ex A.G.J.Herre, Gen. Mesembr. : 70 (1971) [cum typo]. La especie tipo es: Amphibolia hallii (L.Bolus) Toelken & Jessop [Bothalia 12: 64 (1976)]  (Stoeberia hallii L.Bolus)
Etimología
Amphibolia: nombre genérico derivado del griego que significa "ambiguo".

## Especies
- Amphibolia gydouwensis L.Bolus ex Toelken & Jessop
- Amphibolia hallii L.Bolus ex Toelken & Jessop
- Amphibolia hutchinsonii (L.Bolus) H.E.K.Hartmann
- Amphibolia laevis (Aiton) H.E.K.Hartmann
- Amphibolia littlewoodii L.Bolus ex Toelken & Jessop
- Amphibolia maritima L.Bolus ex Toelken & Jessop
- Amphibolia obscura H.E.K.Hartmann
- Amphibolia rupis-arcuatae (Dinter) H.E.K.Hartmann
- Amphibolia saginata (L.Bolus) H.E.K.Hartmann
- Amphibolia stayneri L.Bolus ex Toelken & Jessop
- Amphibolia succulenta (L.Bolus) H.E.K.Hartmann